# Гальцова, Елена Дмитриевна
Елена Дмитриевна Гальцова (?—?) — российский литературовед и переводчик, доктор филологических наук, профессор.

## Биография
Родилась в Москве.
Закончила филологический факультет МГУ имени М. В. Ломоносова, романо-германское отделение. В 1991 году окончила аспирантуру по кафедре истории зарубежных литератур филологического факультета МГУ имени М. В. Ломоносова, в 1993 году защитила диссертацию на соискание учёной степени кандидата филологических наук, тема: «Французская сюрреалистическая драматургия 1920-х годов», МГУ, научный руководитель — Л. Г. Андреев.
В 2008 году защитила диссертацию на соискание учёной степени доктора филологических наук, тема: «Театральность в художественной системе французского сюрреализма», ИМЛИ РАН.

### Преподавательская деятельность
В 1988—1993 годах — в Российской академия театрального искусства (ГИТИС).
С 2004 году по настоящее время преподаёт на кафедре сравнительной истории литератур Российского государственного гуманитарного университета (РГГУ): доцент (2004—2009), профессор (с 2009).
В 2004 году работала приглашённым профессором Университета Клермон-Ферран имени Блеза Паскаля (Франция), в 2008 году — Университета Пикардии имени Жюля Верна (Франция).
С 2014 года по настоящее время — профессор кафедры истории зарубежной литературы филологического факультета МГУ имени М. В. Ломоносова.

## Научная работа
Профессор Е. Д. Гальцова — автор более 200 научных и научно-методических работ на русском и французском языках по русской и европейской литературе, в том числе французской и франкофонной литературе XIX-XXI веков, культурным связям Европы и России, компаративистике, теории литературы, истории идей и других работ (монографий, статей в ведущих рецензируемых отечественных и зарубежных научных журналах, рецензий, научного аппарата к изданиям французских авторов, учебников, учебных пособий, учебных программ). Среди научных интересов — антропологические подходы к изучению литературы и театра.
Работает в Институте мировой литературы имени А. М. Горького РАН (ИМЛИ РАН) с января 1994 года: старший научный сотрудник (1994—2014), ведущий научный сотрудник (2014—2019).
С 2019 года по настоящее время — главный научный сотрудник отдела литератур Европы и Америки новейшего времени ИМЛИ РАН. Также, с 2019 года по настоящее время, — заведующая Научной лабораторией «Rossica: русская литература в мировом культурном контексте» ИМЛИ РАН.
Член диссертационных советов ИМЛИ РАН и филологического факультета МГУ имени М. В. Ломоносова.

## Переводческая деятельность
Переводчик художественной литературы (французский,английский, итальянский языки): А. Камю, Ж. Батай, А. Бретон, Л. Арагон, Р. Кревель, Р. Витрак, М. Дюрас, М. Лейрис, Д.-Ж. Габили, Ф. Соллерс, Ж. Старобинский, Т. Тцара и других.

## Членство в организациях
- Член Комиссии по литературе и интеллектуальной культуре Франции Научного совета «История мировой культуры» РАН;
- Член международной редколлегии журнала «Critique» (Франция);
- Ассоциированный исследователь Центра франко-российских исследований в Москве (CERF)
- Член научного общества «Исследования сюрреализма» Национального центра научных исследований Франции и Университета Париж-3.
- Ассоциированный исследователь Центра Сравнительного изучения литературы и поэтики университета Париж-10, Нантерр.

## Основные труды

### Монографии и научные статьи
- Гальцова Е. Д., Исаев С. А.. Антология французского сюрреализма 1920-х годов. — М.: ГИТИС, 1994. — 391 с. — ISBN 5-7196-0271-2.
- Шенье-Жандрон Ж., Балашова Т. В., Гальцова Е. Д.. Превратности выбора: Антологии и словари в практике сюрреализма и авангарда. Сюрреализм и авангард в антологиях и словарях. — М.: РИО МГК, 2004. — С. 236. — ISBN 5-89598-142-9, ББК 83.3(3).
- Гальцова Е. Д., М.-К. Отан-Матье. От текста — к сцене. Российско-французские театральные взаимодействия XIX—XX веков. — М.: ОГИ, 2006. — 319 с.
- Балашова Т. В., Гальцова Е. Д.. Энциклопедический словарь сюрреализма. — М.: ИМЛИ, 2007. — 581 с. — ISBN 978-5-9208-0274-X.
- Балашова Т. В., Гальцова Е. Д.. Текстология и генетическая критика: общие проблемы и теоретические перспективы. — М.: ИМЛИ РАН, 2008. — 267 с. — ISBN 5920803118. — ISBN 978-5-9208-0311-5.
- Гальцова Е. Д., Великая Н. М.. Наполеоновские войны на ментальных картах Европы: историческое сознание и литературные мифы. — М.: РГГУ-Ключ С, 2011. — 640 с. — 150 экз. — ISBN 978-5-93136-160-1.
- Гальцова Е. Д.. Сюрреализм и театр. К вопросу о театральной эстетике французского сюрреализма. — М.: РГГУ (с грифами ИМЛИ и научного совета РАН «История мировой культуры»), 2012. — 546 с. — ISBN 978-5-7281-1146-7.
- Постижение Запада. Иностранная культура в советской литературе, искусстве и теории 1917-1941 годов / под ред. Е. Д. Гальцовой. — М.: ИМЛИ РАН, 2015. — 871 с. — ISBN 978-5-9208-0471-6.
- Гальцова Е. Д.. Творчество Андре Бретона как энциклопедия французского сюрреализма. — М.: ИМЛИ РАН, 2019. — 352 с. — ISBN 978-5-9208-0594-2.
- «Записки из подполья» Ф. М. Достоевского в культуре Европы и Америки / под ред. Е. Д. Гальцовой. — М.: ИМЛИ РАН, 2021. — 1024 с. — ISBN 978-5-9208-0668-0.
- Moscou 2001 — Odyssée de la Russie. Critique, P., Janvier-fevrier 2001, № 644—645, 160 p. (совм. с В. Береловичем)
- Cahiers d’histoire culturelle " Les voyages du theatre. Russie/France ". Universite de Tours, N 10, 2001, 209 p. второе издание- № 22, 2009 (совм. с М.-К. Отан-Матье и Э. Анри)
- Отв. ред. материалов международной конференции "Антропологический подход в изучении драматургии и зрелищных искусств // Новые российские гуманитарные исследования, сер. Культурология, № 4, 2009. http://www.nrgumis.ru
- «Отношение к иностранной культуре в советской литературе, искусстве и теории. 1917—1941 гг.» Специальная рубрика журнала. Сост. и ред. Новые российские гуманитарные исследования. Сер. Литературоведение — N 7, 2012 (6 п.л.); N 8, 2013 (14 п.л.). (Составление и редактура)
- Издательская политика СССР и иностранные писатели в 1920—1960-е годы. Европа, Америка. Подборка научных статей (6 п.л.). Составление и редактура // Новые российские гуманитарные исследования, Сер. Литературоведение. № 9, 2014.
- Западные писатели и СССР в 1920—1960-е годы: культура, идеология, власть. Специальная рубрика журнала (10 п.л.). Новые российские гуманитарные исследования, Сер. Литературоведение. № 10, 2015, http://www.nrgumis.ru . Составление и редактура.
- Тристан Тцара. Сюрреализм и литературный кризис. М., ИМЛИ РАН, 2016 (предисловие, перевод, комментарии Е. Д. Гальцовой). 96 с. (6 п.л.)

### Переводы
- Антология французского сюрреализма. 1920-е годы. Сост. совместно с С. А. Исаевым (переводы Е. Гальцовой — Андре Бретон «Надя», «Однажды там будет», А.Бретон и Филипп Супо «Магнитные поля», Луи Арагон «Тень изобретателя», «Защита бесконечности. Ирен», Рене Кревель «Дух против разума», Мишель Лейрис «Авантюрная жизнь Ж.-А. Рембо», «Метафора», а также тексты Антонена Арто, Роже Витрака, Бенжамена Пере, Жоржа Рибмон-Дессеня, Поля Элюара, Макса Эрнста, Джоржио де Кирико и др.). М., ГИТИС, 1994.
- Жорж Батай. Невозможное, Аббат С., Divinus Deus, Жюли. М., Ладомир. 1999.
- Мишель Сюрия. Из биографии Ж. Батая. / Иностранная литература. М., 2000, № 4, с. 164—177.
- Анни Юберсфельд. Ариан Мнушкин и Театр Солнца./ Академические тетради, М., № 7, 2001, с. 103—114.
- Антонен Арто. Три статьи посвящённые театру. / Начало. М., № 5, 2002, с. 285—293.
- Жан Сгар. Как издавать Кребийона. / Проблемы текстологии и эдиционной практики. М., ОГИ, 2003, с. 19-32.
- Ароматы и запахи. (перевод 3 статей). М., Новое литературное обозрение, 2003, т. 1.
- Маргерит Дюрас. Вторая музыка (перевод пьес «Сквер», «Как это будет по-шагийски?», « Yes, может быть». М., ГИТИС, 2004.
- Ален Монтандон. Гостеприимство: этнографическая мечта?. //Новое литературное обозрение. № 65, 2004, с. 60-70; переиздано в сборнике: Традиционные и современные модели гостеприимства. М., РГГУ, 2004. С. 9-26.
- Паскаль Ларделье. Принимать друзей, отдавать визиты…// Традиционные и современные модели гостеприимства. М., РГГУ, 2004. С. 55-69.
- Анн Готман. Урбанизация, конструирование пейзажа и логика приёма. // Традиционные и современные модели гостеприимства. М., РГГУ, 2004. С. 70-95.
- Мари Гай-Никодимов. Возможна ли гуманистическая философия гостеприимства? // Новое литературное обозрение. № 65, 2004, с 71-82; переиздано в сб.: Традиционные и современные модели гостеприимства. М., РГГУ, 2004. С. 96-118.
- Кристиана Монтандон. 90-е годы: возникновение новых ритуалов приёма в связи с ростом общественной и профессиональной мобильности принимаемых. // Традиционные и современные модели гостеприимства. М., РГГУ, 2004. С. 119—141.
- Северин Мюллер. Извращение гостеприимства, или Фигура паразита в «Пиршестве у графини Фритуй» В. Гомбровича и «Женихе-призраке» Э.-Т.-А. Гофмана. // Традиционные и современные модели гостеприимства. М., РГГУ, 2004. С. 227—242.
- Жанин Набуа-Момбе. Русское гостеприимство во французском популярном романе конца XIX века. // Традиционные и современные модели гостеприимства. М., РГГУ, 2004. С. 243—247.
- Гейро Режис. Предисловие к кн. Илья Зданевич. Письма к Моргану Филипсу Прайсу. М., Гилея, 2005. с. 5-18.
- Вейсбейн Николя. Средневековый театр в России и во Франции. // От текста — к сцене. Российско-французские театральные взаимодействия XIX—XX веков. М., ОГИ, 2006. с. 289—294
- Симоне-Тенан Франсуаз. Три российских женских дневника.// Автобиографическая практика в России и во Франции. М., ИМЛИ РАН, 2006. С.148-160
- Батай Жорж. Эротика. // Батай Ж. Проклятая доля. М., Ладомир, 2006. С. 491—705.
- Тексты из Tel Quel: Революция здесь и сейчас (с. 124—125), Филипп Соллерс «Программа» (с. 84-89), «Великий метод» (с.126-133), «Р.Б.» (с. 218—228) // База. Передовое искусство нашего времени, 2011, № 2.
- Дидье-Жорж Габили. Ося. // Антология современной французской драматургии. Т. II, М., Новое литературное обозрение. 2011. С. 25-76
- А. Бретон, Ф. Супо. Магнитные поля (новая версия перевода). М., Опустошитель, 2012. (опубл. вместе с романом В. Климова «Бесплатное питание на вокзалах»)
- Старобинский Ж. Урок Ностальгии. Изобретение болезни // Старобинский Ж. Чернила меланхолии. М., НЛО, 2016. с. 247—270.
- Тцара Т. Сюрреализм и литературный кризис . М., ИМЛИ РАН, 2016, с. 49-65. 0,75 п.л.
- Альбер Камю. Записные книжки (1951—1959). // Альбер Камю. Бунтующий человек. Падение. Изгнание и царство. Записные книжки (1951—1959). М.: Издательство АСТ, 2018. 509—733. Пер. и примечания Е. Д. Гальцовой. (Первая публикация в сокращенном виде — Альбер Камю. Из записных книжек. Тетради N VII—IX (1951—1959). /А. Камю. Посторонний. М., АСТ, 2003, с. 716—768.)